# Belägringen av Jerusalem (1187)
Belägringen av Jerusalem ägde rum mellan 20 september och 2 oktober 1187, då kungariket Jerusalems försvarsstyrkor under befäl av Balian av Ibelin tvingades kapitulera och överlämna huvudstaden till det ayyubidiska Egyptens belägrande styrkor under sultan Saladin. Belägringen slutade utan någon massaker, men däremot förekom omfattande våldtäkter, och 15.000 personer togs som slavar. Kungariket Jerusalem förlorade sin huvudstad, och tredje korståget (1189-1192) inträffade för att ta tillbaka staden. 

## Historik

### Bakgrund
I början av sommaren 1187 hade ayyubidsultanatet Egypten anfallit Kungariket Jerusalem, besegrat rikets armé och erövrat ett flertal städer innan huvudstaden Jerusalem självt omringades och belägrades. Balian av Ibelin fick då ansvaret att organisera stadens försvar. Staden var överfull av flyktingar och hade få och otillräckliga militära styrkor. Trots detta lyckades stadens försvar slå tillbaka upprepade försök av de belägrande styrkorna att ta staden med storm. 

### Kapitulation
Att hålla staden i längden var omöjligt. Balian förhandlade fram en kapitulation med Saladin. Staden kunde sedan överlämnas till Egypten. Staden överlämnades utan större blodspillan, men däremot förekom våldtäkter, och tusentals människor togs som slavar. 
Islamisk lag tillät muslimer att ta icke-muslimer som slavar i krig, såväl krigare som civila. Saladin meddelade Balian att denna muslimska regel skulle följas, men erbjöd Balian att stadens innevånare skulle kunna köpa sin frihet med pengar. Balian förhandlade fram en överenskommelse med Saladin enligt vilket de som var för fattiga för att betala lösensumma skulle kunna köpas fria av pengar från stadens egen kassa. 
Ungefär 20.000 personer i Jerusalem uppskattades vara för fattiga för att kunna betala lösensumma. Saladin erbjöd Balian att köpa dem alla fria, men Balian ansåg sig tvungen att avstå på grund av det pris Saladin krävde. Den slutliga överenskommelsen dikterade att Balian kunde köpa 7000 medborgare fria från slaveri för ett pris av 30.000 dinarer. 
Saladin tog ned det kristna kors som hade placerats över Klippdomen, och befriade 3000 muslimska krigsfångar. 
Imad al-Din al-Isfahani beskrev våldtäkter, förslavande och sexuellt slaveri som drabbade de civila i Jerusalem efter den muslimska segern: 
"Kvinnor och barn som tillsammans uppgick till 8,000 delades snabbt upp mellan oss, något som åstadkom ett leende till muslimska ansikten som svar på [offrens] klagorop. Hur många beskyddade kvinnor blev inte vanhedrade och kvinnor som hade hållits gömda bestulna på sin blygsamhet, och jungfrur vanhedrade och stolta kvinnor deflorerade, och vackra kvinnors röda läppar kyssta, och glada sådana tvingade att gråta. Hur många adelsman tog dem som konkubiner, hur många ivriga män brann för dem, och män i celibat tillfredsställdes av dem, och törstiga män mättades av dem och obehärskade män fick möjlighet att släppa lösa sin passion".
Den icke-muslimska befolkningen indelades i två halvor: de inhemska (arabiska) kristna och de "frankiska" kristna (som invandrat från Europa med korstågen). De inhemska kristna tilläts fortsätta bo i staden som fria medborgare. De frankiska kristna tvingades betala 10 dinarer i lösensumma för att få avresa till Akko, eller såldes som slavar. Vakter placerades vid stadens alla portar för att kontrollera att endast de kristna som hade betalat lösensumma tilläts att lämna staden. Saladin avdelade en del av sina officerare uppdraget att se till att de kristna som betalat lösensumma lyckades ta sig fram till kristet territorium utan att tas som slavar av muslimer. 
Ett antal personer tilläts lämna staden utan att betala lösensumma, som ett tecken på välvilja. Saladin personligen tillät de kvinnliga medlemmarna av kungafamiljen, som drottning Sibylla själv, änkedrottning Maria Komnena och deras personal bestående av ett stort antal kvinnor, att lämna staden utan att behöva betala lösen. Saladin ombads också av Muzaffar al-Din Ibn Ali Kuchuk att frige 1000 kristna därför att de ursprungligen kom från dennas hemstad Urfa. Saladins bror Al-Adil bad att få 1000 av de personer som inte kunde betala lösensumma som personlig egendom, varefter han valde att frige dem; ärkebiskop Heraclius av Jerusalem bad sedan att få 700 slavar för att frige dem, medan Balian fick 500. Sammanfattningsvis tilläts över 9200 franker lämna Jerusalem utan att förslavas. Runt 15.000 personer, av vilka 7000 var män och 8000 var kvinnor och barn, enligt uppgift av  Saladins sekreterare Imad ad-Din al-Isfahani, blev dock enligt islamisk lag sålda som slavar i Egypten.

### Efterspel
Jerusalems fall innebar en enorm prestigeförlust: i Europa sågs det som att kristenheten hade förlorat Jerusalem. Kungariket Jerusalem hade förlorat den huvudstad efter vilket riket hade sitt namn och grundade sin existens på, då kungariket Jerusalem hade grundats just för att bevara Jerusalem i kristna händer. Jerusalems fall var dock inte Kungariket Jerusalems fall: riket reducerade sitt territorium men flyttade sin huvudstad till Tyros och 1192 till Akko. Som svar på Jerusalems fall tog Kungariket Jerusalem initiativ till det tredje korståget 1189 med stöd av Rickard Lejonhjärta för att återta huvudstaden. 
Saladin återinstallerade de muslimska pilgrimsplatserna i Jerusalem, tillät ortodoxa och österländska kristna pilgrimer tillgång till staden, och katolska pilgrimer tillgång genom en avgift, medan ansvaret för de kristna innevånarna i Jerusalem överlämnades till patriarken i Konstantinopel.